# Бретан (регион)
Бретан (на френски: Bretagne, бретонски Breizh, Gallo Bertaèyn) е регион в Западна Франция. Граничи с Атлантическия океан на север, запад и юг, и с регионите Нормандия на североизток и Пеи дьо ла Лоар на изток. Столица и най-голям град на региона е Рен.